# Ca n'Amat (Viladecans)
Ca n'Amat és la seu d'un equipament museístic de titularitat municipal de Viladecans (Baix Llobregat), i forma part de la Xarxa de Museus Locals de la Diputació de Barcelona. L'edifici és un exemple de casa rural benestant típica del segle xix, amb elements lligats a la vida agrícola, l'activitat bàsica del Viladecans del segle xix i part del xx. Així, les estances i dormitoris dels propietaris amb mobiliari de tipus isabelí i modernista conviuen amb la cuina i les sitges de l'interior de la casa i els cups del pati.Periòdicament, l'Ajuntament hi organitza un seguit d'activitats lúdiques i culturals per tal de donar a conèixer la història i el patrimoni de la ciutat, com ara visites guiades a l'edifici, exposicions temporals i xerrades.